# Alias (Unix)
Ein alias ist eine Funktion einer Unix-Shell, mit der mehrere Unix-Kommandos, oder ein Unix-Kommando mit mehreren Optionen, durch einen neuen Befehl ersetzt werden können. Es wird benutzt, um Zeit zu sparen und weniger zu tippen.
Beispiel für eine Kombination aus den Unix-Kommandos ps und grep mit der Bash-Shell könnte der alias psg sein. Ziel des neuen Befehles psg ist die Ausgabe eines bestimmten Prozesses auf dem Bildschirm. Im folgenden Beispiel sollen Informationen über den Daemonprozess von Syslog ausgegeben werden. Durch den Aufruf des Unix-Shell-Kommandos alias werden alle bekannten aliase in dem Terminal angezeigt. Soll das neue Kommando wieder gelöscht werden, so wird die Funktion unalias verwendet.
```
$ 
alias
 
psg
=
'ps -ax | grep -v grep | grep'

$ 
psg
 
syslog

  35  ??  Ss     0:00.26 /usr/sbin/syslogd

$ 
alias

alias psg='ps -ax | grep -v grep | grep'

$ 
unalias
 
psg

```

Die definierten aliase können in den Startdateien des Benutzerprofiles gespeichert werden. 
Oft werden aliase mit dem Unix-Befehls ls  verwendet. Ein beliebtes Beispiel ist l bzw. ll, ein alias für ls -l, der eine ausführlichere Ausgabe mit den Zugriffsrechten aller Dateien in einem bestimmten Verzeichnis anzeigt. Unter HP-UX ist dieser Befehl jedoch eine Binärdatei.